# Plas Teg

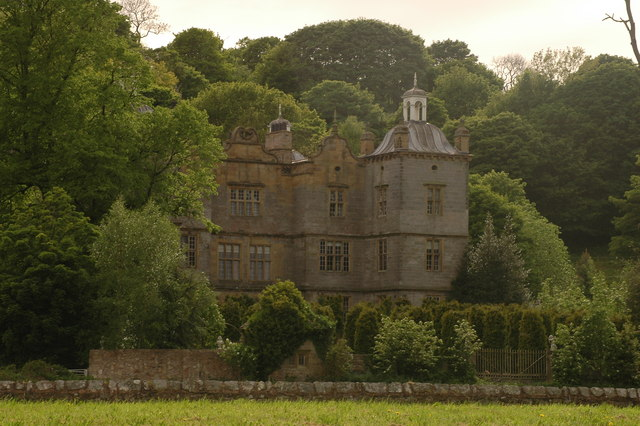
Plas Teg en 2007

Plas Teg est un manoir de style jacobéen au Pays de Galles. Il est situé aux abords du village de Pontblyddyn (prononcé Pont-bly-thin), dans le comté du Flintshire, entre les villes de Wrexham et de Mold. Il est considéré comme l'un des meilleurs exemples de l'architecture jacobéenne au Pays de Galles ainsi que le meilleur en Galles du Nord,.

## Histoire

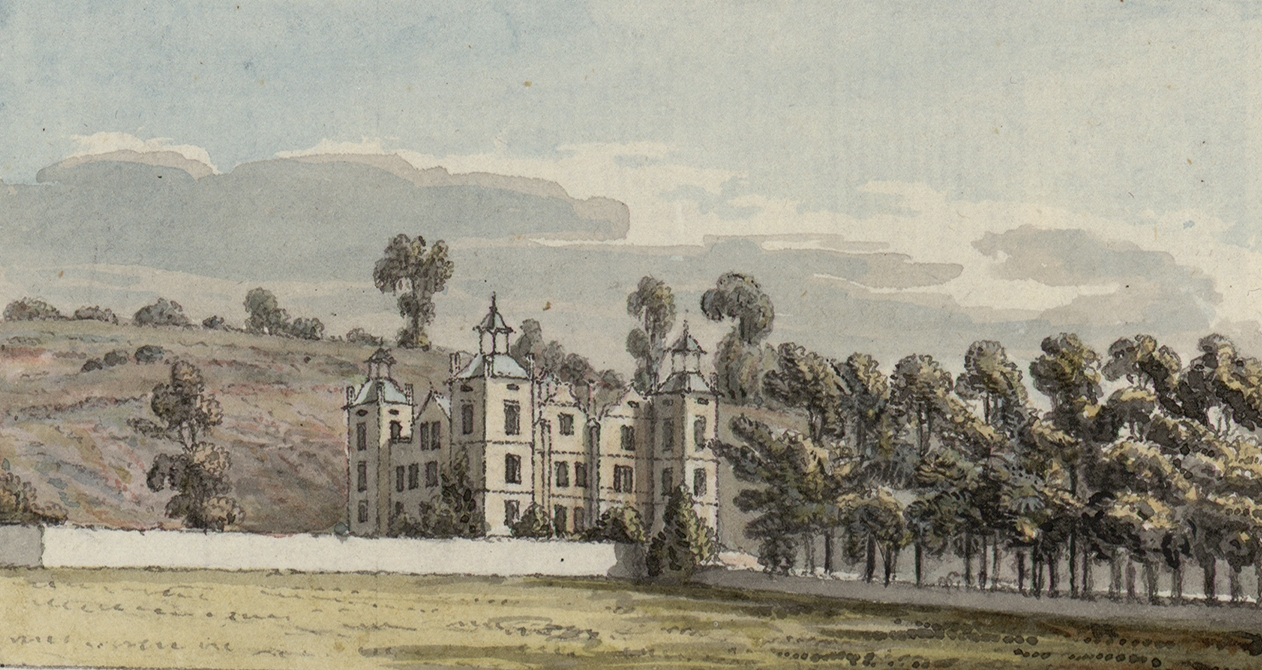
Plas Teg en 1778

Le manoir fut construit vers 1610 par John Trevor I, un courtisan du roi Jacques Ier. John Trevor mourut en 1629 et sa femme le suivit en 1643, laissant le manoir inoccupé lorsque la guerre civile anglaise éclata. Il fut pillé à deux reprises par les Roundheads, mais continua tout de même à être légué aux descendants de John Trevor jusqu'au début du XXe siècle. Lors de la Seconde Guerre mondiale, le manoir fut réquisitionné par le ministère de la Guerre afin d'y loger des soldats. En 1945, il fut vendu à une société de commissaires-priseurs, qui l'utilisa comme entrepôt.
Au début des années 1950, Plas Teg était dans un tel état de délabrement qu'il fut menacé de démolition. À la suite d'un tollé général, le manoir abandonné fut reconnu Grade I listing par Cadw (un organisme de conservation du patrimoine au Pays de Galles), le protégeant ainsi de la démolition.
Par la suite, un descendant de John Trevor, Patrick Trevor-Roper, acheta le manoir et le restaura partiellement grâce aux fonds du Historic Buildings Council. Il mit ensuite le manoir en location jusqu'en 1977, lorsqu'il il fut vendu à William Llewelyn et son épouse. Le couple ne fit usage que des pièces du rez-de-chaussée tandis que le reste du manoir était tombé en ruine.

### Propriétaire actuelle
Le destin de Plas Teg prit un meilleur tournant en 1986 lorsque Cornelia Bayley l'acquit pour la somme de £75 000. Elle réalisa une série d'importants travaux pour un montant avoisinant les 400 000 livres, dont 199 000 livres financés par Cadw. Dix mois après l'achat, les lieux furent ouverts au public et le sont toujours aujourd'hui.
On dit que le comté de Flintshire est une terre d'esprits et de hantises. Un cas notable est celui de la dame grise, décrite comme la plus populaire de ces fantômes dans le nord-est du Pays de Galles. La dame aurait été vue traversant l'A541 adjacente à Plas Teg dans la voie de circulation.

## Dans les médias
Plas Teg serait l'une des maisons «les plus hantées» du Pays de Galles et a figuré à deux reprises dans les émissions Extreme Ghost Stories et Living's Most Haunted d'ITV. La deuxième occasion a été présentée dans le cadre de la série Halloween Most Haunted Live! le 31 octobre 2007. Il figure également dans Ghosthunting With... Girls Aloud en 2006, où les filles ont visité le manoir en premier, et ont prétendu y avoir vécu une activité paranormale.
Le 4 mars 2010, Plas Teg a fait l'objet d'une émission télévisée sur Channel 4 présentée par l'hôtelière Ruth Watson dans la série Country House Rescue. L'épisode a été rediffusé le 29 septembre 2011 et à nouveau en février 2012.
En 2015, le manoir a été présenté dans la série Channel 4 Obsessive Compulsive Cleaners.
En 2019, le manoir apparaît dans Hidden Wales avec Will Millard.